# سيلاس هالسي
سيلاس هالسي هو سياسي أمريكي، ولد في 6 أكتوبر 1743، وتوفي في 19 نوفمبر 1832. انتخب عضو جمعية ولاية نيويورك ‏ وانتخب عضو مجلس ولاية نيويورك ‏ وانتخب عضو مجلس النواب الأمريكي ‏.